# Juan Núñez de la Peña
Juan Núñez de la Peña (San Cristóbal de La Laguna, Tenerife, maio de 1641 — San Cristóbal de La Laguna, 3 de janeiro de 1721) foi um investigador e historiógrafo canário e sacerdote católico. Dedicou boa parte da sua vida ao estudo dos documentos arquivados nos cartórios municipais, notariais e eclesiásticos das Canárias, com destaque para Tenerife. Autor de uma das mais importantes obras da historiografia canária e documento essencial para se reconstituir a relação entre os povos guanches e os colonizadores castelhanos e o genocídio que se seguiu.

## Biografia
Destinado à vida eclesiástica, estudou Latim e Humanidades no colégio de Santo Agostinho da sua cidade natal de San Cristóbal de La Laguna, recebendo posteriormente as ordens menores. Após a ordenação, partiu para Espanha, fixando-se em Toledo e aí exercendo funções de notário, o que lhe dá a experiência e os conhecimentos que depois lhe permitirão estudar os arquivos canários.
Regressa às Canárias, integrado no séquito do bispo Bartolomé Jimenez, iniciando um profícuo trabalho de estudo dos arquivos eclesiásticos, notariais e municipais das ilhas, que darão origem à publicação, em 1676, da sua obra Conquista y antigüedades de las islas de la Gran Canaria y su descripción, con muchas advertencias de sus privilegios, conquistadores, pobladores y otras particularidades en la muy poderosa isla de Tenerife, dirigido a la milagrosa imagen de Nuestra Señora de Candelaria, um monumento da historiografia das ilhas atlânticas, seguindo por vezes um percurso expositivo semelhante ao de Gaspar Frutuoso na sua Saudades da Terra. A obra foi reeditada em 1679 com correcções e acrescentamentos feitos pelo autor.
Fruto das investigações que empreendeu para a elaboração da sua obra, procedeu ao estudo e catalogação de um grande acervo documental, em especial referente a Tenerife. Daí resultou a publicação de um livro sobre as antigas posturas municipais, recolhendo e salvando do desaparecimento documentos de grande importância para se conhecer a vida nas Canárias nos primeiros tempos de colonização castelhana. Nesse mesmo âmbito, procedeu ao estudo das genealogia das maioria das famílias canárias do seu tempo.
Pelo seu trabalho historiográfico em Tenerife foi recompensado pela coroa espanhola com uma tença de 200 pesos e com o título de Cronista General de los Reinos de Castilla y León. Uma lápida recorda e homenageia a sua memória na igreja de San Agustín de La Laguna.